# آردنکرافت (دلاور)
آردنکرافت، دلاور (به انگلیسی: Ardencroft, Delaware) یک شهرک در ایالات متحده آمریکا است که در شهرستان نیو کستل، دلاویر واقع شده‌است.

## خصوصیات
آردنکرافت ۰٫۳ کیلومترمربع مساحت و ۲۳۱ نفر جمعیت دارد و ۸۷ متر بالاتر از سطح دریا واقع شده‌است.